# Nico Hernández
Nico Hernández (Wichita, 4 gennaio 1996) è un pugile statunitense.

## Palmarès
- Olimpiadi

Rio de Janeiro 2016: bronzo nei pesi mosca-leggeri.